# Fontana di Orione
La fontana di Orione è una fontana monumentale di Messina realizzata da Giovanni Angelo Montorsoli, risalente al 1553 ed eseguita in collaborazione con Domenico Vanello, è collocata in piazza Duomo.

## Storia
“La più bella fontana del Cinquecento europeo”, è stata definita dallo storico d'arte Bernard Berenson, ed infatti è un'opera di una bellezza non comune, di grande significato e di forte impatto emozionale.
Fu voluta dal Senato messinese nel 1547 a scopo celebrativo, con l'idea di fissare nella memoria la realizzazione del primo acquedotto cittadino che sfruttava convogliando le acque dei torrenti Camaro e Bordonaro, iniziato nel 1530 ed ultimato nel 1547 su progetto dell'architetto taorminese Francesco La Cameola.
Con il permesso di Papa Paolo III fu demolita la medievale chiesa di San Lorenzo Martire per essere riedificata in posizione lievemente traslata la rinascimentale chiesa di San Lorenzo Martire, progetto affidato al medesimo Montorsoli. La fontana fronteggiava il prospetto del nuovo luogo di culto, edificio che rovinò col terremoto della Calabria meridionale del 1783.
Lo scultore fiorentino Montorsoli accettò l'incarico, e giunse a Messina insieme all'allievo Martino Montanini. Venne nominato capomastro scultore di fontane e incaricato di erigere in piazza del Duomo una fontana che rappresentasse Orione: mitico fondatore della città di Messina, gigante dalla sua triplice paternità generato dall'orina di Giove, Nettuno e Mercurio. Per la realizzazione, Montorsoli chiese che giungessero marmi da Carrara e impiegò numerosi scultori locali che collaborarono attivamente, realizzando in poco tempo - a detta del Vasari - la fontana.
La fontana presenta una struttura piramidale: in alto Orione con ai piedi il suo cane Sirio. Sotto 4 puttini che cavalcano delfini dalle cui bocche esce acqua che si riversa nella tazza sottostante. Seguono 4 naiadi e 4 tritoni in vasche sempre più grandi. Poi una grande vasca dodecagonale con 4 statue raffiguranti i fiumi Nilo, Tevere, Ebro, Camaro (quest'ultimo in realtà è il piccolo torrente che alimenta la fontana) ed otto bassorilievi con rappresentazioni di miti relativi alle trasformazioni in presenza dell'elemento acqua, tutti tratti dalle Metamorfosi d’Ovidio. Alla creazione di questa complessa iconografia neoplatonico-alchemica collaborò quasi certamente lo scienziato-umanista Francesco Maurolico, che compose anche i distici latini incisi sotto le quattro statue delle divinità fluviali. Si finisce con 4 piccole vasche e 8 mostri acquatici in pietra nera.
L'opera fu apprezzata al punto che il Senato messinese decise di commissionare allo scultore una seconda fontana, oggi conosciuta come Fontana del Nettuno.

## Galleria d'immagini

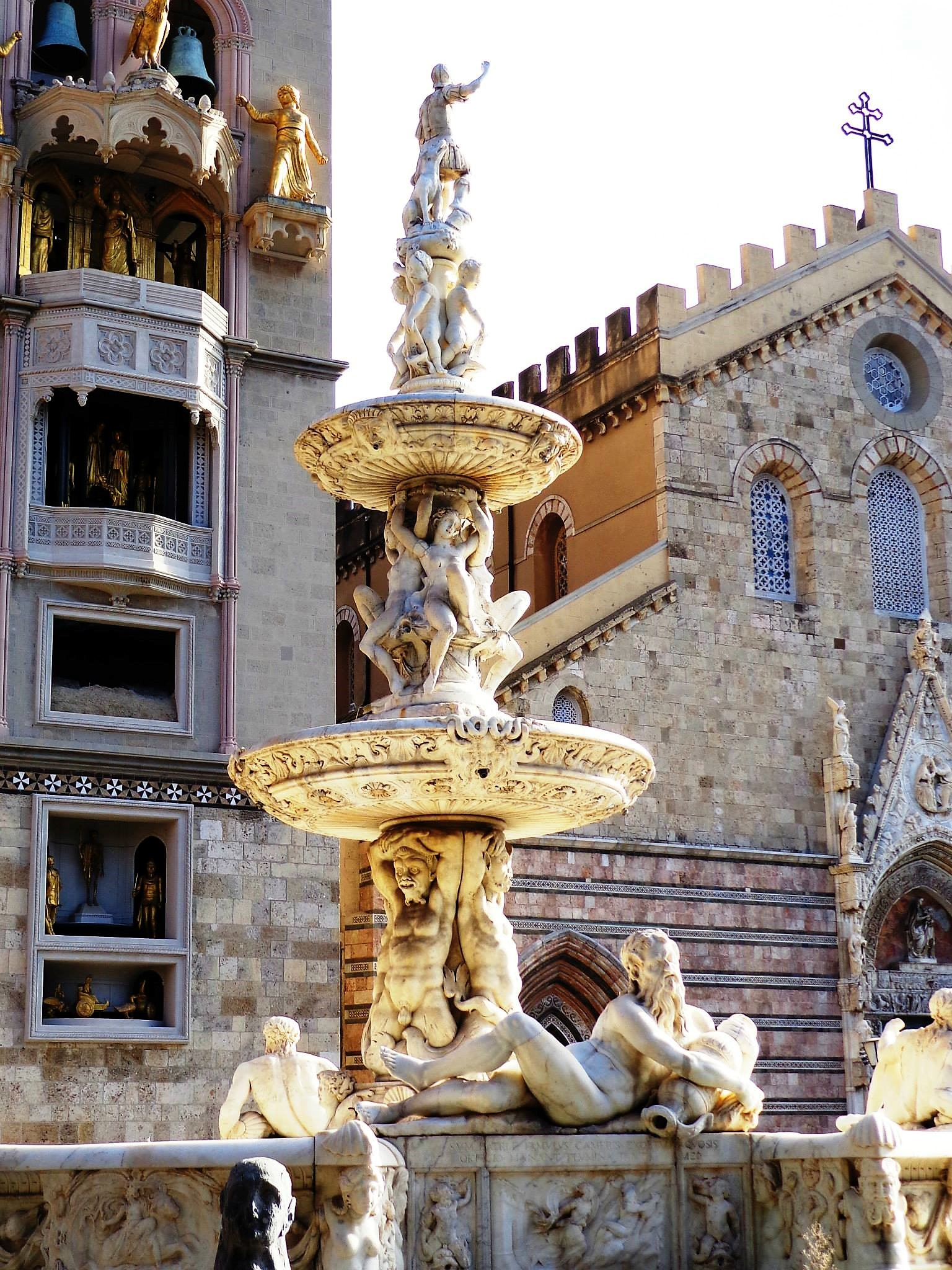
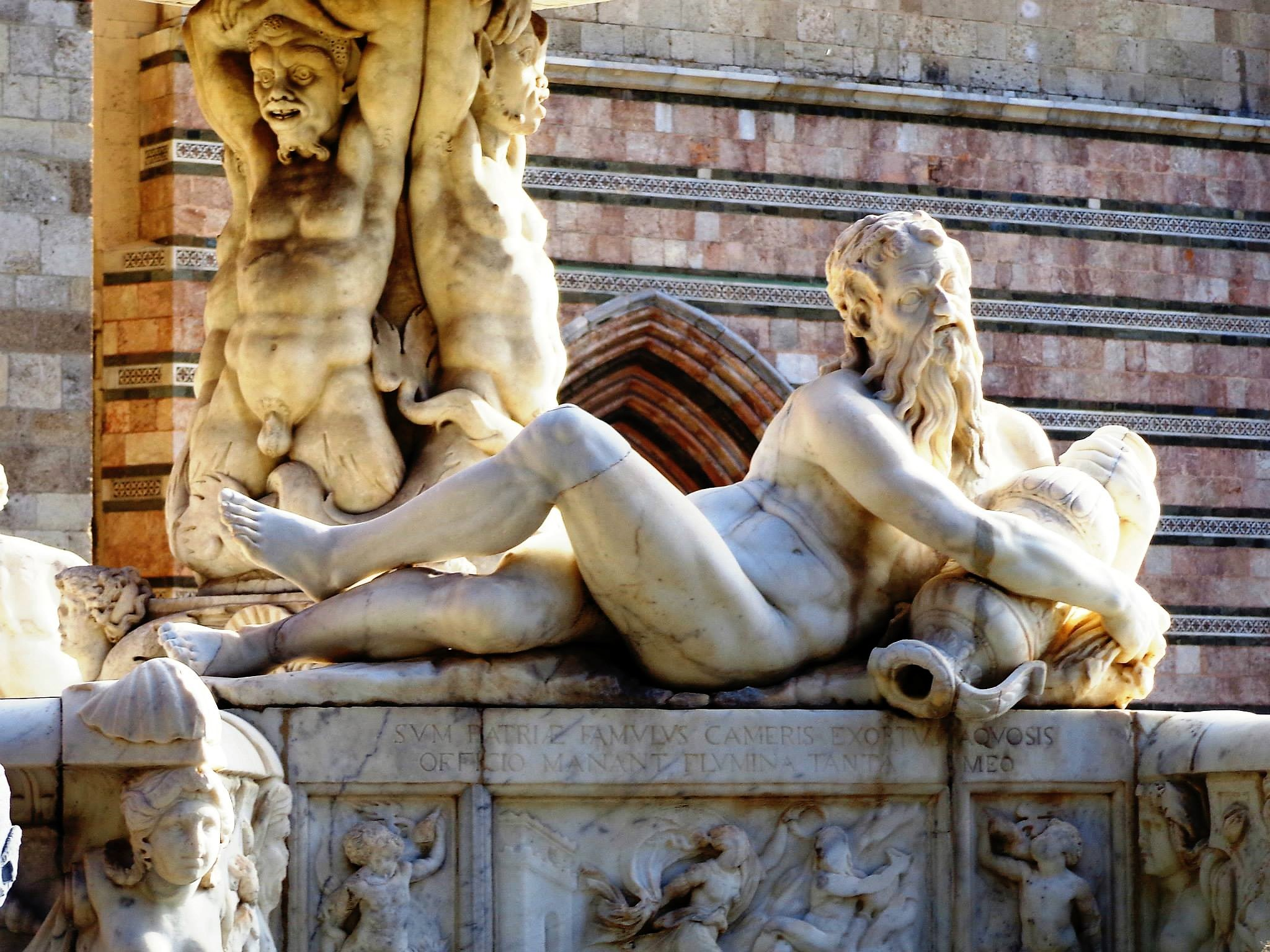
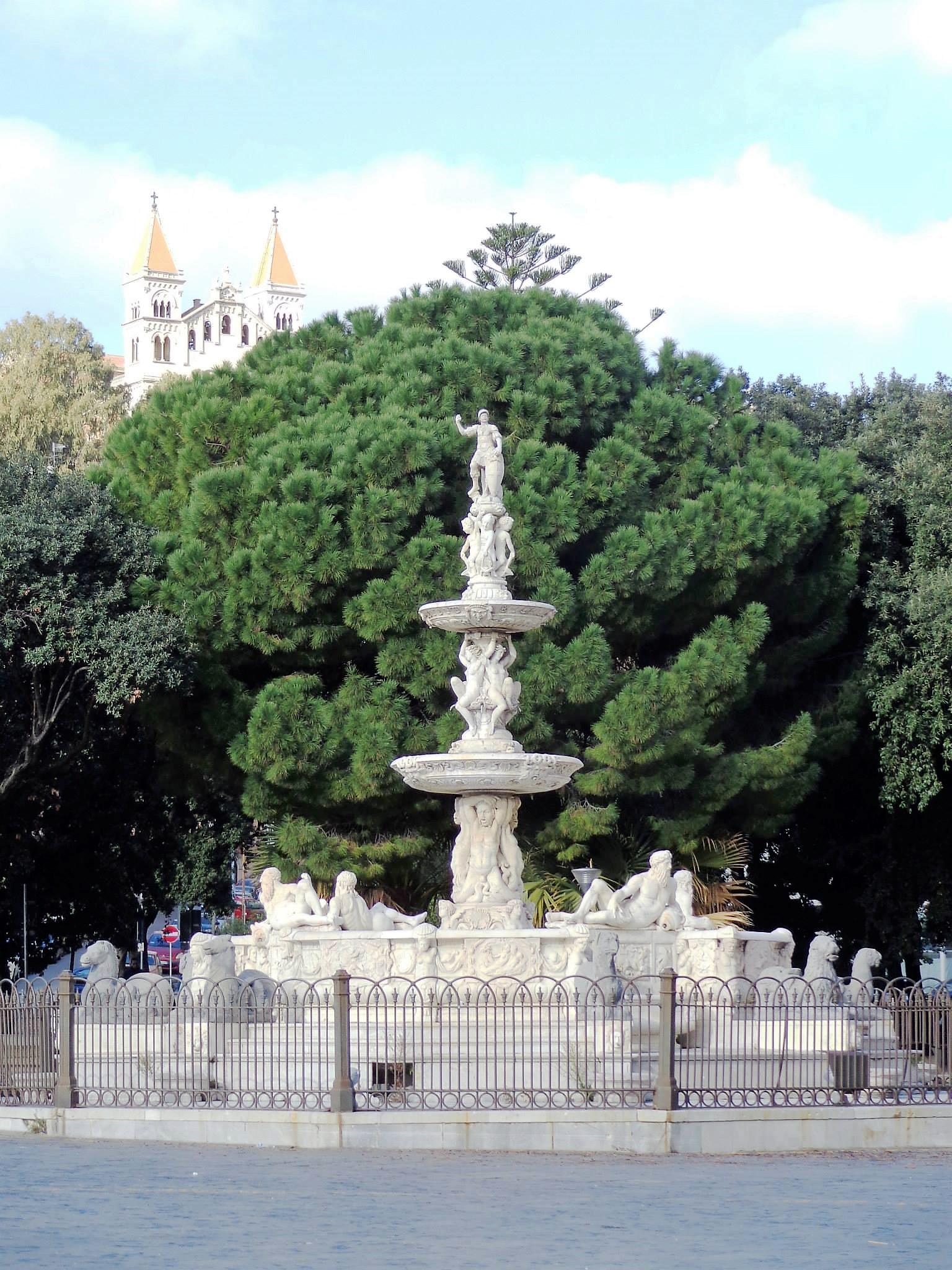